# Alan Castellano
Alan Hasen Castellano (Las Parejas, Santa Fe, 22 de noviembre de 1989) es un piloto argentino de automovilismo. Desarrolló su carrera deportiva a nivel nacional, compitiendo en las categorìas Fórmula Renault (Argentina, Plus y Metropolitana), Turismo Nacional y Top Race Junior. Debutó en kartings, pasando luego a los monoplazas, donde se consagraría campeón de Fórmula Renault Metropolitana en 2008 y Plus en 2009.
En 2010 conseguiría debutar en la Fórmula Renault Argentina, pasando en 2011 a la Clase 2 del Turismo Nacional, donde se inició al comando de un Ford Fiesta. En el año 2012 hizo su debut dentro del Top Race Junior, conduciendo primeramente un Alfa Romeo 156 y más tarde un Fiat Linea del equipo oficial de la marca italiana.
En 2013 fue confirmado dentro del Top Race Junior al comando del Fiat Linea, pero ya sin apoyo oficial. Al mismo tiempo, luego de tres carreras compitiendo para la escuadra FS Motorsport, terminaría creando su propia estructura a la cual denominó Hasen Racing. Sin embargo, solo pudo correr una sola carrera con este equipo ya que tras su presentación, Top Race anunció el cese de las actividades del Top Race Junior sin definir un campeón. Al momento de la cancelación de este campeonato, Castellano era uno de los candidatos al cetro de la extinta divisional menor, ubicándose en la segunda colocación con dos victorias en su haber. Finalmente, su carrera deportiva continuaría en el Top Race Series, siendo convocado por el equipo GF Racing, donde competiría al comando del Mitsubishi Lancer GT número 88.

## Biografía
Este piloto nacido el 22 de noviembre de 1989, en la localidad de Las Parejas, Provincia de Santa Fe, inició su carrera deportiva en los kartings de su provincia, pasando luego a las categorías de Fórmula, siendo muy notorio en sus participaciones dentro de las Fórmula Renault Metropolitana y Plus, consagrándose campeón en el año 2008 de la Metropolitana y en 2009 de la Plus. Tales pergaminos le valieron el debut en 2010, dentro de la Fórmula Renault Argentina y un año más tarde (2011) en la Clase 2 del Turismo Nacional.
Finalmente, su debut en el Top Race Junior se dio en el año 2012, donde siendo primeramente convocado por el equipo TP Racing de Carlos de Los Santos, incursionó compitiendo al comando de un Alfa Romeo 156. Fechas más tarde, Castellano ficharía para la escuadra Fiat Linea Competizione y su Alfa Romeo sería adquirido por el equipo, hasta el estreno de su nueva unidad Fiat Linea. Bajo el ala de este equipo, conseguiría su primera victoria en la tercera fecha de la Etapa de Otoño 2012, encabezando el 1-2 de la escuadra con su compañera Violeta Pernice. Tres fechas después, ante la salida de los pilotos titulares del equipo dentro del Top Race Series, fue ascendido a dicha categoría por una sola fecha, el 21 de octubre de 2012, donde compitió como piloto titular en una competencia especial de pilotos invitados, en el Autódromo Rotonda de Mar de Ajó, y alcanzando el podio en su carrera correspondiente. Para este compromiso, Castellano contaría con el acompañamiento del ex-internacional Wilson Borgnino, quien también alcanzaría el tercer escalón del podio en la carrera de invitados. Tras esta incursión, tanto Castellano como Borgnino recalarían en la fecha siguiente en el mismo equipo de la TR Junior, en el caso de Castellano, retornando y cerrando el año en esta divisional.
En el año 2013 y tras la retirada del apoyo oficial de Fiat al equipo FS Motosports, Castellano fue reconfirmado dentro del equipo, como su único representante dentro de la divisional Top Race Junior. Sin embargo, tras haber corrido las primeras tres fechas, el equipo FS Motorsport anunció su retiro, dejando a Castellano sin correr la cuarta fecha. Tras ese parate, el piloto conseguiría reorganizarse bajo una nueva estructura, llevando adelante a su Fiat Linea con la dirección de Marcos Laborda y denominando a su escuadra Hasen Racing. Lamentablemente, la ilusión de la escuadra propia duraría solo una fecha, ya que tras la quinta fecha anual, la dirigencia de Top Race anunciaría el cese de las actividades del Top Race Junior, por lo que Castellano debió buscar una nueva alternativa a su carrera deportiva. Finalmente, esa respuesta llegaría a principios del mes de julio de 2013, cuando fue convocado por el equipo GF Racing para tripular una unidad Mitsubishi Lancer GT, propiciando así su debut y ascenso al Top Race Series.

## Trayectoria
| Año  | Categoría                             | Automóvil            |
| ---- | ------------------------------------- | -------------------- |
| 2008 | Campeón Fórmula Renault Metropolitana | Crespi - K4M Renault |
| 2009 | Campeón Fórmula Renault Plus          | Crespi - K4M Renault |
| 2010 | Debut en Fórmula Renault Argentina    | Tito- F4A Renault    |
| 2011 | Debut en Turismo Nacional, Clase 2    | Ford Fiesta          |
| 2012 | Debut en Top Race Junior              | Alfa Romeo 156       |
| 2012 | Debut en Top Race Junior              | Fiat Linea           |
| 2012 | Debut en Top Race Series, 1 carrera.  | Fiat Linea           |
| 2013 | Top Race Junior                       | Fiat Linea           |
| 2013 | Top Race Series                       | Mitsubishi Lancer GT |
| 2015 | Debut en Top Race V6                  | Mitsubishi Lancer GT |
| 2017 | Debut en TC 2000                      | Fiat Linea           |

- [4]

## Resultados

### TC 2000
| Año  | Equipo        | Auto       | 1    | 2    | 3    | 4    | 5   | 6   | 7     | 8     | 9   | 10  | 11    | 12 | 13 | 14     | 15     | 16    | 17  | 18  | 19  | 20     | Res. | Puntos |
| ---- | ------------- | ---------- | ---- | ---- | ---- | ---- | --- | --- | ----- | ----- | --- | --- | ----- | -- | -- | ------ | ------ | ----- | --- | --- | --- | ------ | ---- | ------ |
| 2017 |               |            | AG I | AG I | BA I | BA I | CDU | CDU | PAR I | PAR I | RC  | RC  | BA II | SL | SL | PAR II | PAR II | AG II | SMM | CON | CON | BA III | 23.º | 31     |
| 2017 | Litoral Group | Fiat Linea |      |      |      |      |     |     |       |       | Ret | Ret | Ret   | 22 | 16 | Ret    | Ret    | 3     | Ret |     |     |        | 23.º | 31     |

## Palmarés
| Título  | Especialidad          | Marca              | Año  |
| ------- | --------------------- | ------------------ | ---- |
| Campeón | Fórmula Metropolitana | Crespi XXV-Renault | 2008 |
| Campeón | Fórmula Renault Plus  | Crespi XXV-Renault | 2009 |